# Monte Tredenus
Il Tredenus è un massiccio montuoso delle Alpi Retiche meridionali, che raggiunge l'altezza massima nella sua cima meridionale a 2805 metri

## Descrizione
La conca del "Tredenus" (la lettura è incerta su Tredenùs,Tredénus o Trédenus) sorge alle spalle degli abitati di Cimbergo, sulla sponda orientale della Val Camonica.
Possiede svariate cime, come Cima del Dosso che raggiunge quota 2785 metri, la cima Meridionale che svetta a 2796 metri o, la cima più alta di tutta la conca, il Corno delle Pile, con altezza 2805 metri.
Vi sono altre cime, come l'Ago di Tredenus, il Corno Craper, i Gemelli, ed altre ancora che spiccano sopra i 2500 metri.
È percorso interamente dal torrente Tredenus, che prende di seguito il nome di Re. Proprio dal torrente Tredenus prende il suo nome: infatti i cartografi austriaci, quando il monte era nell'Impero Austriaco, vedendo il nome del torrente, ovvero t. Re de Nus (ovvero torrente Re di Noci in dialetto camuno), unirono il tutto scrivendo Tredenus e utilizzarono la parola per il monte.
Il massiccio, immerso nel Parco regionale dell'Adamello divide la sua conca dalla Valle Dois, che giace più ad oriente.
Collegati al massiccio, si trovano il monte Frisozzo (2897 metri) ed ancora più ad Est il monte Re di Castello (2889 metri)

## Alpinismo
Sono raggiungibili in automobile le Malghe del Volano ed il Rifugio De Marie (1480 m circa), da cui è possibile seguire il segnavia 16 per raggiungere le malghe del Dosso (1928 m) e il bivacco CAI Macherio (2590 m) per escursioni attrezzate.